# 京韵大鼓
京韵大鼓是中国曲艺曲种之一，起源于河北省沧州、河间地区，形成于京津两地。之后，刘宝全在演奏京韵大鼓时以北京语音声调来吐字发音，创制新腔，故称京韵大鼓。

## 简介
京韵大鼓是清朝末年由河北省沧州、河间地区流行的木板大鼓经改革后而来。流行于河北省及中国东北、华东地区。木板大鼓因演唱者多带保定、沧州口音，故又名怯大鼓。主要说唱中篇、长篇大书，兼唱短段。木板大鼓的唱腔是板腔体，伴奏乐器仅有鼓和板，传入北京后，伴奏增加了三弦。民国三十五年（1946年）后，正式统一定名为“京韵大鼓”。
怯大鼓的代表人物是刘宝全。刘宝全对怯大鼓进行革新，以京韵京白演唱短段曲目，吸取各种戏曲、杂曲的曲调，借鉴京剧“刀枪架”式及唱腔，用三弦伴奏结合唱腔。刘宝全、白云鹏、张筱轩分别形成了刘派、白派、张派这三大流派。后来又出现了“少白派”（白凤鸣）、“骆派”（骆玉笙）。
京韵大鼓的唱词基本为七字句。每篇唱词约140-150句。用韵以北京十三辙为准，每个唱段大多一韵到底。基本唱腔有慢板、紧慢板。京韵大鼓唱说兼顾。表演为一人站唱（中华人民共和国时期又出现双唱形式)，自击鼓板；主要伴奏为三人分别操大三弦、四胡、琵琶，有时加上低胡。传统曲目有《长坂坡》、《赵云截江》、《草船借箭》、《大西厢》、《闹江州》、《祭晴雯》、《黛玉悲秋》及写景小段《丑末寅初》、《风雨归舟》等。
1950年代初，中央广播说唱团、北京曲艺团等先后在京韵大鼓改革及培养新人方面作出贡献。

## 代表艺人
- 刘宝全
- 张小轩
- 白云鹏
- 白凤鸣
- 金德贵
- 胡金堂
- 骆玉笙

## 代表曲目
刘派：《单刀会》、《战长沙》、《博望坡》、《长坂坡》、《赵云截江》等
白派：《探晴雯》、《樊金定骂城》、《黛玉焚稿》等。
骆派：《剑阁闻铃》、《红梅阁》等

## 外部連結
- 京韻大鼓：《杜十娘》 （页面存档备份，存于），1977年第二屆民間藝人音樂會，呂炳川錄製，臺灣音樂館典藏
- 京韻大鼓 （页面存档备份，存于），1977年第二屆民間藝人音樂會，呂炳川錄製，臺灣音樂館典藏